# Mohammed Awzal

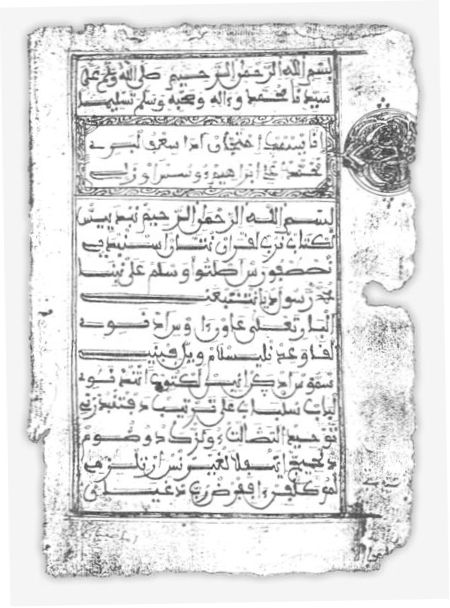
Eerste pagina van manuscript van Muhammad Awzal in Alī Awzal

Mohammed Awzal (in het Berbers: Muḥemmed Awzal) (1680-1758) was een Berberse poëet. Hij wordt beschouwd als de meest belangrijke schrijver in het Tashelhiyt (het Berbers van centraal en zuidelijk Marokko). Hij werd geboren in 1680 in een klein dorp in de Sous regio van Marokko.
Weinig is bekend van zijn leven. Mogelijk moest hij als jonge man zijn woonplaats verlaten, als gevolg van een conflict, waarna hij zich vestigde in Tamegroute. Deze Berberse stad stond in die tijd bekend als bolwerk van het Sufisme. Hier begon hij met het volgen van religieuze studies en schreef hij zijn eerste werken (in het Arabisch). Op een gegeven moment verliet hij Tamegroute om terug te keren naar zijn geboorteplaats. Zijn leermeester (ene Ahmed) zag daar zijn talent voor het schrijven van poëzie en moedigde hem aan om hier werk van te maken. Hier begon hij met het schrijven in de Berberse taal. Zijn tweede werk, Bahr ad-Dumu ('De Oceaan van Tranen'), een theologisch en filosofisch, poetich getint werk, wordt gezien als het hoogtepunt in de Berberse literatuur. 
Zijn werk is van groot belang, omdat de Berberse taal zelden gebruikt werd voor het schrijven van teksten. Berberse auteurs gebruikten meestal het Arabisch om hun ideeën op papier te zetten. Zo kennen wij slechts één Berberstalige boek dat vóór de 15e eeuw geschreven is, namelijk een historisch werk over de verovering van het Iberisch schiereiland (de Ajbar Machmua/11e eeuw). Bekend is dat veel werken vernietigd of verdwenen zijn, door verwijzingen ernaar in Arabischtalige werken. Zo vond onder de Almohaden een explosie plaats in het gebruik van de Berberse taal voor de administratie van het rijk en voor religieuze rituelen. 
Bijna een derde van alle Berberse literaire werken (die de tijd hebben doorstaan) bevatten verwijzingen naar het werk van Awzal. De langste tekst in de Berberse taal is een commentaar op zijn al-Hawd, geschreven door Hasan el Tamuddizti in 1898.